# Line Cliché
Line Cliché (engl.-frz.) ['lain kli'ʃɛj] bezeichnet ein musikalisches Kompositionsschema, bei dem eine kurze melodische Phrase oder Harmonie mehrfach wiederholt wird, während die Bassstimme dazu in Halb- oder Ganztonschritten auf- oder absteigt. Hierdurch entsteht bei jeder Wiederholung eine neue harmonische Variante, die der meist einfach gehaltenen Melodie eine interessante Spannung verleiht. Diese Technik stammt aus der Jazzmusik, wird aber auch in der Popmusik verwendet. Je nachdem, ob die Ausgangsharmonie ein Dur- oder Mollakkord ist, unterscheidet man zwischen Major und Minor Line Cliché.
Beispiele:
- Blue Skies (Irving Berlin)

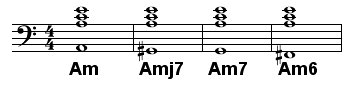
Notenbeispiel eines Minor Line Clichés

- Into The Great Wide Open (Tom Petty)
- One Note Samba (Antônio Carlos Jobim)